# シアン化カルシウム
シアン化カルシウム（シアンかカルシウム、英: calcium cyanide）はカルシウムのシアン化物で、化学式 Ca(CN)2 で表される無機化合物。

## 用途
燻蒸剤、除草剤、殺鼠剤、セメント安定剤およびステンレス鋼の製造に利用される。かつては金や銀の湿式製錬（シアン化法）にも用いられた。

## 安全性
シアン化合物であり、日本の毒物及び劇物取締法では毒物に分類される。ラットに経口投与した場合の半数致死量（LD50）は39mg/kgで、皮膚からも吸収されることがある。摂取すると特に中枢神経系や心血管系、長期間曝露すると甲状腺に影響が生じる。シアン化カルシウム自体は不燃性であるが、350°Cで分解し、窒素酸化物やシアン化水素などの有毒ガスを生じる。水、空気中の水分、二酸化炭素、酸や酸性の塩と反応し、火災や爆発の可能性がある。